# 부용산 윤영렬 묘역
부용산 윤영렬 묘역(芙蓉山尹英烈墓域) 또는 부용산 윤보선 대종묘(芙蓉山尹潽善大宗廟)는 경기도 평택시 팽성읍 객사리 산 3-1번지 부용산에 마련된 조선 말기의 장군 윤영렬, 한진숙 일가족의 묘역이다. 윤영렬과 한진숙은 대한민국의 제4대 대통령을 지낸 윤보선과 한국의 초기 병리학자이며 병리학과 해부학의 권위자인 윤일선의 할아버지, 할머니이며, 내무부 장관과 서울특별시장을 지낸 윤치영의 부모이다.

## 개요
경기도 평택시 팽성읍 객사리 부용산에 있으며 부용로를 따라 올라가다 보면 마을 뒤편 부용산 아래에 소재해 있다. 윤영렬 묘소 바로 앞 남서쪽에는 검은 오석으로 된 비석이 있고, '경재 해평윤공 정이품 자헌대부 육군참장 영렬지묘, 정부인 청주한씨 진숙여사 합부'라고 전각되었다. 남서쪽으로는 팽성읍사무소와 학교들이 있고, 서쪽으로는 평택향교와 팽성우체국 등이 있다.
원래는 경기도 평택군 팽성면 객사리에 윤영렬의 형 윤웅렬의 묘가 조성되면서 묘역이 형성되었다. 1911년 충청남도 아산군 온양읍의 공동묘지에 안장되었던 윤웅렬의 묘는 수년 뒤 평택군 팽성면 객사리 부용산에 이장해 왔다.
윤영렬의 형 윤웅렬의 묘가 조성되고 뒤에 윤웅렬의 처 전주이씨 이정무, 윤영렬의 처 청주한씨 한진숙, 윤영렬의 묘가 들어서고 뒤에 그의 후손들과 KAIST의 물리학자 윤창구 등의 묘역이 조성되었으나, 2009년경 가장 먼저 조성되었던 윤웅렬의 묘소는 충청남도 아산시 둔포면 석곡1리 돌곡마을로 이장되었다.

## 기타
1991년에 사망한 윤영렬의 증손이며, 윤보선, 윤일선의 조카인 핵물리학자 윤창구의 묘소도 윤영렬 묘역 내에 소재해 있다. 묘소 근처에는 평택향교 등의 문화유산이 소재해 있다.

## 같이 보기
| - 윤보선 - 윤영렬 - 윤창구 - 윤치호 묘역 - 안동장 - 전동장 - 반계윤웅렬 별서 - 부암동 윤웅렬가 - 부암정 - 평택향교 | - 아산만 - 남양만 - 윤치호 - 윤치영 - 화성 전곡항 |